# Anthony Griffith
Pour les articles homonymes, voir Griffith.
Anthony James Griffith, abrégé Anthony Griffith, né le 28 octobre 1986 à Huddersfield, est un footballeur international montserratien, possédant également la nationalité anglaise. Il évolue au poste de milieu défensif.

## Carrière

### En club

#### Débuts au Doncaster Rovers
Anthony Griffith commence sa carrière en rejoignant en 2005 le club des Doncaster Rovers. Il est prêté lors des deux premières saison à des clubs de championnats inférieurs. D'abord au Oxford United pour un mois en mars 2006, puis au Darlington FC en novembre de la même année, à nouveau pour un mois, avant que le prêt soit étendu jusqu'à la fin de la saison. Grâce à sa participation aux deux premiers tours du Johnstone’s Paint Trophy et la victoire finale des Doncaster Rovers, Griffith reçoit également sa médaille. Il est une nouvelle fois prêté en août 2007, et pour toute la saison au club d'Halifax Town.

#### Épanouissement à Port Vale
Dès le mois d'avril 2008, il s'engage au Port Vale FC pour deux ans. Lors de sa première année, l'entraîneur Dean Glover le fait jouer au poste de défenseur droit, mais l'année suivante, le nouveau coach Micky Adams le replace à son poste de formation : milieu de terrain. Il est mis sur la liste des transferts, avec tout le reste de son équipe, à la fin du mois de septembre 2009, après une troisième défaite d'affilée de l'équipe. À son retour, il est auteur de bonnes performances, notamment lors du derby contre Crewe Alexandra, et s'entend très bien avec son compère du milieu de terrain, Tommy Fraser. Arrivant en fin de contrat, un nouveau bail de deux ans est proposé à Griffith à la fin de la saison 2009-2010. Il est aussi élu Joueur de l'année de l'équipe. Il accepte la prolongation de contrat proposé par son club quelques jours plus tard.
Il inscrit un but lors d'une défaite deux à un contre Torquay United, grâce à une frappe lointaine. C'est son premier dans la division et sous les couleurs de Port Vale. Il met ainsi fin à la série d'invincibilité de 998 minutes de Torquay. Il fait un bon début de saison et forme une paire de milieux complémentaires avec Gary Roberts. Malgré une blessure d'un mois à un genou, il joue tout de même quarante-cinq matchs avec son club en 2010-2011.
Il choisit de ne pas rejoindre sa sélection nationale au début de la saison 2011-2012 pour ne pas perdre sa place dans son club. Le 14 octobre 2011, il célèbre son 150e match avec le Port Vale FC en inscrivant un nouveau but, contre Northampton Town. Ses performances attirent alors des observateurs d'autres clubs.

#### Essai en troisième division puis retour à Vale
En fin de contrat, Anthony Griffith attire les convoitises de nombreux clubs, tels Bradford City, Leyton Orient, Northampton Town ou encore Shrewsbury Town. Il choisit Leyton Orient, et signe un contrat de deux saisons. Après huit mois, il revient en prêt à Port Vale jusqu'à la fin de la saison. Après des débuts moyens, il retrouve sa forme et est élu Homme du match plusieurs fois. Le club obtient finalement la montée en League One à l'issue de la saison.
Durant l'été, il rond son contrat avec Leyton Orient et signe un an au Port Vale FC. Il forme un milieu complémentaire avec Chris Lines, l'un apportant la dimension physique et l'autre la technique. Malgré quarante-cinq apparitions durant la saison, il n'est pas conservé par le club à la fin de son contrat.

#### Fin de carrière
Griffith fait un essai au Mansfield Town FC mais le club ne lui propose pas de contrat. Il retourne alors s'entraîner à Port Vale, l'entraîneur Mark Grew voulant bien aider un joueur ayant fait tant pour le club. Il signe finalement avec le club d'Harrogate Town à la fin du mois d'août 2014. Après un seul match joué, il rejoint Shrewsbury pour un an, grâce à une clause dans son contrat le libérant en cas de proposition de contrat d'un club professionnel. Remplaçant la plupart du temps, il ne joue que six matchs en une demi-saison.
Il rejoint le Carlisle United pour un an et demi au mois de janvier 2015, après avoir résilié son précédent contrat. Griffith est placé sur la liste des transferts seulement six mois après son arrivée, et son contrat est finalement rompu. Il choisit l'Altrincham FC pour poursuivre sa carrière, et retrouve son ancien entraîneur de Port Vale, Lee Sinnott. Après seulement deux matchs joués, il est contraint de mettre un terme à sa carrière en raison d'une blessure à la hanche.

### En sélection
Bien que né au Royaume-Uni, Anthony Griffith peut jouer en équipe Montserrat car son père est né sur l'île. Il est appelé pour la première fois en juin 2011 pour les éliminatoires de la Coupe du monde 2014. Il est l'un des seuls joueurs professionnel de l'équipe. Il honore sa première sélection lors d'un match contre Belize, perdu cinq à deux. Après un imbroglio quant à la tenue du match retour, ce dernier à bien lieu et Montserrat s'incline une seconde fois.

## Statistiques
| Saison                | Club                    | Championnat           | Championnat | Championnat | Coupe nationale | Coupe nationale | Coupe de la Ligue | Coupe de la Ligue | Johnstone’s Paint Trophy | Johnstone’s Paint Trophy | Conference League Cup | Conference League Cup | Montserrat | Montserrat | Total | Total |
| Saison                | Club                    | Division              | M.          | B.          | M.              | B.              | M.                | B.                | M.                       | B.                       | M.                    | B.                    | M.         | B.         | M.    | B.    |
| 2005-2006             | Doncaster Rovers        | League One            | 4           | 0           | 0               | 0               | 0                 | 0                 | 0                        | 0                        | -                     | -                     | -          | -          | 4     | 0     |
| 2005-2006             | Oxford United (prêt)    | League Two            | 0           | 0           | -               | -               | -                 | -                 | -                        | -                        | -                     | -                     | -          | -          | 0     | 0     |
| 2006-2007             | Doncaster Rovers        | League One            | 2           | 0           | 0               | 0               | 1                 | 0                 | 2                        | 0                        | -                     | -                     | -          | -          | 5     | 0     |
| 2006-2007             | Darlington FC (prêt)    | League Two            | 4           | 0           | 0               | 0               | -                 | -                 | 0                        | 0                        | -                     | -                     | -          | -          | 4     | 0     |
| 2006-2007             | Stafford Rangers (prêt) | Conference National   | 20          | 0           | -               | -               | -                 | -                 | -                        | -                        | -                     | -                     | -          | -          | 20    | 0     |
| 2007-2008             | Halifax Town (prêt)     | Conference National   | 37          | 4           | 1               | 0               | -                 | -                 | -                        | -                        | 1                     | 0                     | -          | -          | 39    | 4     |
| Sous-total            | Sous-total              | Sous-total            | 67          | 4           | 1               | 0               | 1                 | 0                 | 2                        | 0                        | 1                     | 0                     | -          | -          | 72    | 4     |
| 2008-2009             | Port Vale FC            | League Two            | 38          | 0           | 2               | 0               | 1                 | 0                 | 1                        | 0                        | -                     | -                     | -          | -          | 42    | 0     |
| 2009-2010             | Port Vale FC            | League Two            | 40          | 0           | 3               | 0               | 3                 | 0                 | 2                        | 0                        | -                     | -                     | -          | -          | 48    | 0     |
| 2010-2011             | Port Vale FC            | League Two            | 40          | 1           | 2               | 0               | 2                 | 0                 | 1                        | 0                        | -                     | -                     | 2          | 0          | 47    | 1     |
| 2011-2012             | Port Vale FC            | League Two            | 43          | 1           | 2               | 0               | 1                 | 0                 | 1                        | 0                        | -                     | -                     | -          | -          | 47    | 1     |
| Sous-total            | Sous-total              | Sous-total            | 161         | 2           | 9               | 0               | 7                 | 0                 | 5                        | 0                        | -                     | -                     | 2          | 0          | 184   | 2     |
| 2012-2013             | Leyton Orient FC        | League One            | 21          | 0           | 1               | 0               | 2                 | 0                 | 4                        | 0                        | -                     | -                     | -          | -          | 28    | 0     |
| Sous-total            | Sous-total              | Sous-total            | 21          | 0           | 1               | 0               | 2                 | 0                 | 4                        | 0                        | -                     | -                     | -          | -          | 28    | 0     |
| 2012-2013             | Port Vale FC (prêt)     | League Two            | 10          | 0           | -               | -               | -                 | -                 | -                        | -                        | -                     | -                     | -          | -          | 10    | 0     |
| 2013-2014             | Port Vale FC            | League One            | 38          | 0           | 5               | 0               | 1                 | 0                 | 1                        | 0                        | -                     | -                     | -          | -          | 45    | 0     |
| Sous-total            | Sous-total              | Sous-total            | 48          | 0           | 5               | 0               | 1                 | 0                 | 1                        | 0                        | -                     | -                     | -          | -          | 55    | 0     |
| 2014-2015             | Harrogate Town          | Conference North      | 1           | 0           | -               | -               | -                 | -                 | -                        | -                        | -                     | -                     | -          | -          | 1     | 0     |
| 2014-2015             | Shrewsbury Town         | League Two            | 5           | 0           | 0               | 0               | 0                 | 0                 | 1                        | 0                        | -                     | -                     | -          | -          | 6     | 0     |
| 2014-2015             | Carlisle United         | League Two            | 11          | 0           | -               | -               | -                 | -                 | -                        | -                        | -                     | -                     | 2          | 0          | 13    | 0     |
| 2015-2016             | Altrincham FC           | National League       | 2           | 0           | -               | -               | -                 | -                 | -                        | -                        | -                     | -                     | -          | -          | 2     | 0     |
| Sous-total            | Sous-total              | Sous-total            | 19          | 0           | 0               | 0               | 0                 | 0                 | 1                        | 0                        | -                     | -                     | 2          | 0          | 22    | 0     |
| Total sur la carrière | Total sur la carrière   | Total sur la carrière | 316         | 6           | 16              | 0               | 11                | 0                 | 13                       | 0                        | 1                     | 0                     | 4          | 0          | 361   | 6     |

## Palmarès
Il est nommé Joueur de l'année du Port Vale FC en 2010.

## Vie privée
Anthony Griffith a une fille, prénommée Mya Rose, née en 2011. Il est aussi le cousin de Danny Facey et de Delroy Facey, deux footballeurs internationaux grenadiens. Une part importante de sa famille vit en Jamaïque.